# جوزيف الحاضر
جوزيف الحاضر (بالألمانية: Josef Hader)‏ هو كاتب سيناريو وممثل نمساوي، ولد في 14 فبراير 1962 في النمسا. من الجوائز التي نالها جائزة رومي ‏.

## جوائز
- جائزة رومي [الإنجليزية]‏

## وصلات خارجية
- جوزيف الحاضر على موقع IMDb (الإنجليزية)
- جوزيف الحاضر على موقع روتن توميتوز (الإنجليزية)
- جوزيف الحاضر على موقع مونزينجر (الألمانية)
- جوزيف الحاضر على موقع ألو سيني (الفرنسية)
- جوزيف الحاضر على موقع ميوزك برينز (الإنجليزية)
- جوزيف الحاضر على موقع أول موفي (الإنجليزية)
- جوزيف الحاضر على موقع أول ميوزيك (الإنجليزية)
- جوزيف الحاضر على موقع ديسكوغز (الإنجليزية)
- جوزيف الحاضر على موقع قاعدة بيانات الفيلم (الإنجليزية)
- جوزيف الحاضر على موقع كينوبويسك (الروسية)